# The Future of Earthly Delites
The Future of Earthly Delites és una edició especial del grup Savage Garden llançada el 1998 per promocionar la seva gira mundial del mateix títol. Està formada per dos discs, el primer inclou les cançons de l'àlbum de debut del grup, Savage Garden, i el segon amb remescles i cares-B. Del primer disc existeixen dues versions de la mateixa forma que l'edició original, una pel públic australià i un per la resta del món. De la versió australiana es va eliminar "Promises" i s'hi van incloure dues cançons extres titulades "All Around Me" i "Mine", mentre que a la versió internacional es va fer just el contrari.

## Llista de cançons

### Savage Garden
Versió australiana
| Núm. | Títol                                     | Durada |
| ---- | ----------------------------------------- | ------ |
| 1.   | «To the Moon and Back»                    | 5:41   |
| 2.   | «Carry on Dancing»                        | 3:45   |
| 3.   | «Tears of Pearls»                         | 3:46   |
| 4.   | «I Want You»                              | 3:52   |
| 5.   | «Truly Madly Deeply» (versió australiana) | 4:37   |
| 6.   | «Violet»                                  | 4:04   |
| 7.   | «All Around Me»                           | 4:11   |
| 8.   | «Universe»                                | 4:20   |
| 9.   | «A Thousand Words»                        | 4:00   |
| 10.  | «Break Me Shake Me»                       | 3:23   |
| 11.  | «Mine»                                    | 4:30   |
| 12.  | «Santa Monica»                            | 3:37   |

Versió internacional
| Núm. | Títol                                       | Durada |
| ---- | ------------------------------------------- | ------ |
| 1.   | «To the Moon and Back»                      | 5:41   |
| 2.   | «I Want You»                                | 3:52   |
| 3.   | «Truly Madly Deeply» (versió internacional) | 4:38   |
| 4.   | «Tears of Pearls»                           | 3:46   |
| 5.   | «Universe»                                  | 4:20   |
| 6.   | «Carry on Dancing»                          | 3:45   |
| 7.   | «Violet»                                    | 4:04   |
| 8.   | «Break Me Shake Me»                         | 3:23   |
| 9.   | «A Thousand Words»                          | 4:00   |
| 10.  | «Promises»                                  | 3:33   |
| 11.  | «Santa Monica»                              | 3:37   |

### The Future of Earthly Delites
| Núm. | Títol                                                     | Durada |
| ---- | --------------------------------------------------------- | ------ |
| 1.   | «I Want You» (Xenomania Funxy Mix)                        | 4:34   |
| 2.   | «Break Me Shake Me» (Broken Mix)                          | 4:18   |
| 3.   | «Santa Monica» (Bittersweet Mix)                          | 5:00   |
| 4.   | «Tears of Pearls» (Tears on the Dancefloor Mix)           | 5:24   |
| 5.   | «Carry on Dancing» (Ultra Violet Mix)                     | 6:46   |
| 6.   | «All Around Me» (Hardcore Catwalk Mix)                    | 5:18   |
| 7.   | «I Want You» (Getmeouttathisclubmix)                      | 4:35   |
| 8.   | «I Want You» (Xenomania 12" Club Mix)                     | 7:02   |
| 9.   | «To the Moon and Back» (Hanis Num Club Mix)               | 9:18   |
| 10.  | «To the Moon and Back» (Hanis Num Dub Mix)                | 5:15   |
| 11.  | «To the Moon and Back» (A Journey Through Space and Time) | 4:39   |